# OK Hit Nova Gorica
OK Hit Nova Gorica est un club slovène de volley-ball fondé en 1973 et basé à Nova Gorica, évoluant pour la saison 2018-2019 en 1. DOL ženske.

## Palmarès
- Championnat de Slovénie
  - Vainqueur :  2003, 2007, 2008.
  - Finaliste : 2005, 2009, 2019.
- Coupe de Slovénie
  - Vainqueur :  2006, 2007, 2008, 2009.
  - Finaliste : 2000, 2001, 2002, 2003, 2004, 2005.

## Effectifs

### Saison 2019-2020
| No                                      | Nom                                     | Date de naissance                       | Taille                         | Poids                          | Poste                          |
| --------------------------------------- | --------------------------------------- | --------------------------------------- | ------------------------------ | ------------------------------ | ------------------------------ |
| 1                                       | Fatoumatta Sillah                       | 15 novembre 2002                        | 182                            | 60                             | Attaquante                     |
| 2                                       | Teja Blažič                             | 12 juin 2002                            | 167                            | 62                             | Libero                         |
| 3                                       | Nuša Ferlinc                            | 6 juin 1995                             | 182                            | 70                             | Centrale                       |
| 5                                       | Neli Goršek                             | 2 mai 2002                              | 178                            | 63                             | Attaquante                     |
| 6                                       | Mirta Velikonja Grbac                   | 4 décembre 1998                         | 183                            | 70                             | Centrale                       |
| 7                                       | Anna Spanou                             | 18 novembre 1995                        | 186                            | 83                             | Réceptionneuse-attaquante      |
| 8                                       | Maja Forštnarič                         | 17 juillet 1996                         | 188                            | 78                             | Centrale                       |
| 9                                       | Pia Blažič                              | 25 juillet 1998                         | 180                            | 72                             | Réceptionneuse-attaquante      |
| 10                                      | Veronika Mikl                           | 18 novembre 1999                        | 173                            | 62                             | Libero                         |
| 11                                      | Sara Kovac                              | 6 septembre 1997                        | 183                            | 66                             | Réceptionneuse-attaquante      |
| 15                                      | Selena Leban                            | 23 avril 2005                           | 177                            | 68                             | Réceptionneuse-attaquante      |
| 16                                      | Milica Jovanović                        | 28 novembre 1998                        | 178                            | 62                             | Passeuse                       |
| 17                                      | Ana Žigon                               | 7 octobre 2002                          | 169                            | 61                             | Passeuse                       |
|                                         |                                         |                                         |                                |                                |                                |
| Encadrement technique                   | Encadrement technique                   |                                         | Légende                        | Légende                        | Légende                        |
| Entraîneur : Tilen Kozamernik           | Entraîneur : Tilen Kozamernik           | Entraîneur : Tilen Kozamernik           | : Capitaine                    | : Capitaine                    | : Capitaine                    |
| Entraîneur(s) adjoint(s) : Primož Vidič | Entraîneur(s) adjoint(s) : Primož Vidič | Entraîneur(s) adjoint(s) : Primož Vidič | : Joueuse blessée actuellement | : Joueuse blessée actuellement | : Joueuse blessée actuellement |